# The Chemical Basis of Morphogenesis

The Chemical Basis of Morphogenesis (Les Fondements chimiques de la morphogénèse) est un article écrit par Alan Turing en 1952 qui propose un modèle quant au processus naturel d'apparition de non-uniformité au sein d'un milieu de distribution spatiale uniforme et homogène à l'état initial. Sa théorie, que l'on peut voir comme une théorie de la morphogénèse par réaction-diffusion, a servi de modèle de base en biologie théorique et est considérée par certains comme un tout premier pas dans la théorie du chaos. Ce modèle est expliqué au niveau moléculaire pour expliquer la formation de « structures de réaction-diffusion » appelées « structures de Turing » qui consiste principalement en une variation spatiale des concentrations des espèces chimiques (que Turing appelle « morphogènes ») produisant des motifs en bandes ou en taches régulièrement espacées. Il implique deux molécules qui agissent en conjonction dans certaines réactions chimiques : la première agit comme activateur, initiant un processus d'émergence dans l'espace d'un motif particulier et s'auto-amplifiant par rétroaction positive mais stimulant aussi une deuxième molécule agissant comme un inhibiteur et se diffusant plus rapidement, plus loin dans l'espace. 

## Applications
Les systèmes de réaction-diffusion, en tant que modèles pour l'étude de la formation des motifs, ont suscité beaucoup d'intérêt. De tels motifs (spirales, cercles concentriques, hexagones, bandes, solitons dissipatifs…) peuvent se retrouver dans divers systèmes de réaction-diffusion malgré d'importantes différences entre ces systèmes, par exemple du point de vue des réactions locales. Ces motifs ont été observés expérimentalement pour la première fois dans des systèmes chimiques artificiels dans les années 1990,.
Certains soutiennent aussi que les phénomènes de réaction-diffusion sont essentiels à la compréhension des processus relatifs à la pigmentation du derme ou des coquillages, du pelage des animaux, au positionnement des tentacules de l’hydre ou des feuilles en rosette, à la troisième étape du développement embryonnaire appelé gastrulation ,, l'espacement des dunes ou des arbres dans la savane, les horloges biologiques. Une autre raison de l'intérêt porté aux systèmes de réaction-diffusion est qu'ils peuvent souvent être traités mathématiquement par des outils d'analyse et ce bien qu'ils se modélisent par des équations différentielles partielles non-linéaires,,.